# Crops For the Future
Crops For the Future, conosciuta con l'acronimo CFF, è un'organizzazione internazionale indipendente con il mandato di promuovere e facilitare il maggiore utilizzo delle colture sottovalutate e sottoutilizzate per incrementare la diversificazione dei sistemi agricoli e della dieta umana, in particolare a beneficio delle popolazioni che affrontano problemi di scarsità alimentare nei paesi a ritardo di sviluppo. Crops For the Future è l'unica organizzazione del suo tipo che si dedichi esclusivamente a un tema riconosciuto di estrema importanza per il raggiungimento della sicurezza alimentare e per la gestione della biodiversità a favore dell'agricoltura contadina. È membro fondatore dell'Associazione dei centri di ricerca e sviluppo internazionali per l'agricoltura.

## Mandato
In collaborazione con il CGIAR, il GFAR, la FAO e altre organizzazioni internazionali e con una serie di istituzioni nazionale e non-governative, CFF mira a:
- aumentare la conoscenza dei raccolti sottovalutati,
- sostenere campagne a supporto delle politiche che rimuovano le cause di discriminazione nei confronti della diversità colturale,
- diffondere la consapevolezza dell'importanza dei raccolti sottovalutati nell'economia contadina,
- rafforzare le conoscenze in determinati settori complementari alla sua azione.

## Background
Crops For the Future è stata fondata nel 2009, dalla fusione del International Centre for Underutilised Crops (ICUC) in Sri Lanka e la Global Facilitation Unit for Underutilised Species (GFU) di Roma. CFF ha sede a Serdang, Malaysia, e è retta da un Consiglio di Amministrazione che comprende un rappresentante del governo della Malaysia.

## Ricerca e sviluppo

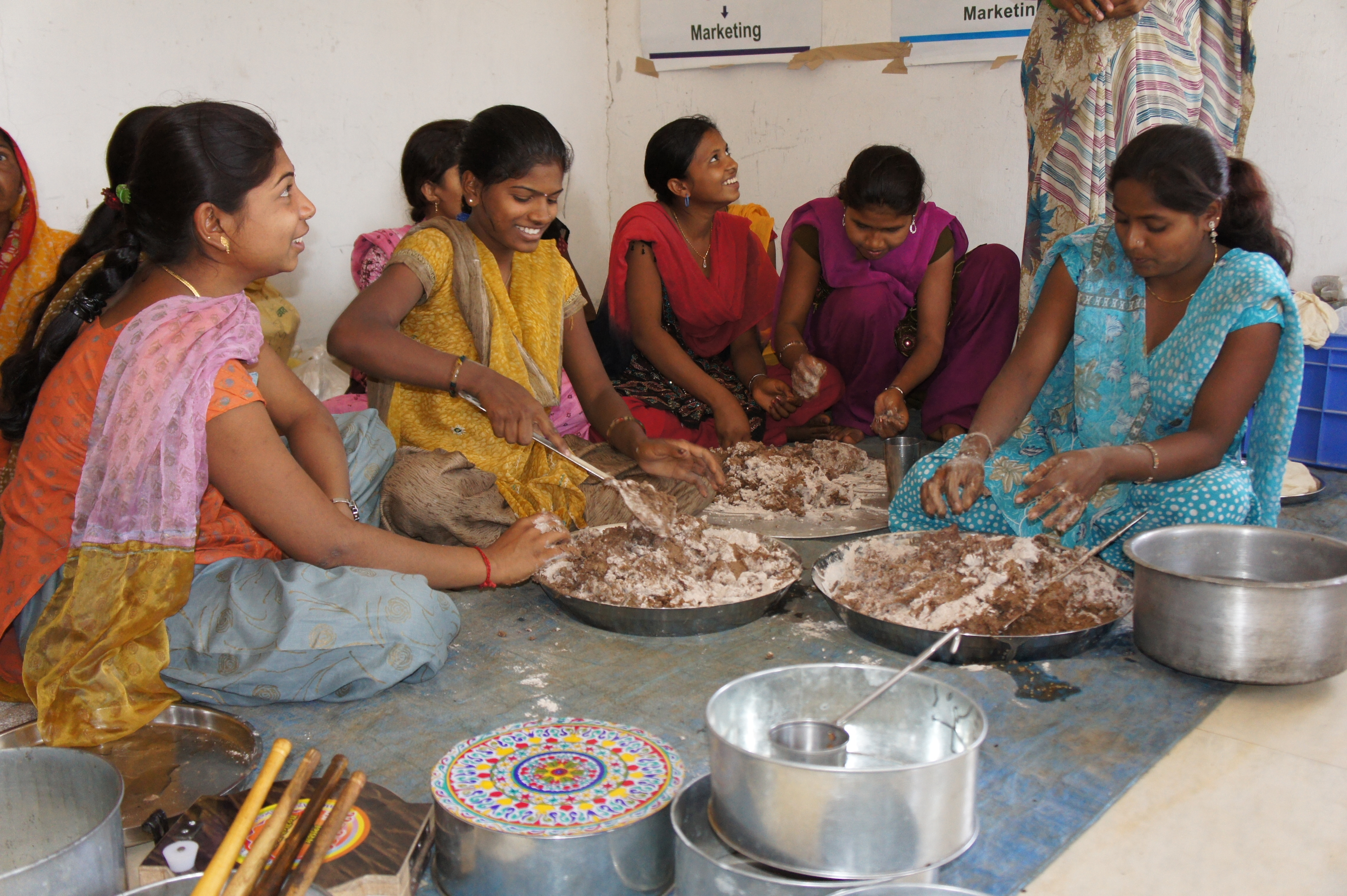
Un gruppo locale di CoDI, India, mentre prepara il pappad a partire dal finger millet.

Crops For the Future convoca eventi scientifici internazionali, in particolare una serie di simposi internazionali, come quello sulle Piante sottoutilizzate nella Sicurezza alimentare, la Nutrizione, la Rendita e lo Sviluppo sostenibile di Arusha, 2008 o il Secondo Simposio internazionale sulle specie vegetali sottoutilizzate, a Kuala Lumpur, 2011.
In collaborazione con i partner locali, Crops For the Future sviluppa propri progetti di ricerca e sviluppo nelle comunità povere dei paesi in ritardo di sviluppo, allo scopo di migliorare la vita in ambiente rurale sfruttando le potenzialità della biodiversità agricola.
La Coalition to Diversify Income (CoDI = Coalizione per la diversificazione del reddito) è uno dei programmi condotti da CFF (lanciato dal suo predecessore  – ICUC) e è stato portato avanti in 8 località in India e Vietnam. CoDI ha l'obiettivo di assistere i piccoli agricoltori nello sviluppo e l'implementazione di migliori pratiche colturali e nella gestione dei prodotti post-raccolta, oltre a cercare di ridurre le limitazioni nella generazione del reddito che sono imposte dal difficile accesso ai mercati. Il caso del riso glutinoso di Hòa Vang nella provincia di Hải Dương rappresenta un buon esempio di successo di questo approccio. In India, la CoDI ha promosso l'utilizzazione di specie minori di miglio, come l'Eleusine coracana e l'utilizzo di frutti locali negli stati del Maharashtra e del Gujarat.
Il progetto Recipes for Success ("Ricette per il successo") è stato realizzato in varie comunità del Benin, Kenya e della Tanzania, per incrementare il consumo e la produzione di frutta e verdura locale da parte delle comunità indigene e per l'introduzione in una dieta più nutriente e sostenibile.